# Necydalis odai
Necydalis odai är en skalbaggsart som beskrevs av Hayashi 1951. Necydalis odai ingår i släktet stekelbockar, och familjen långhorningar. Inga underarter finns listade i Catalogue of Life.